# Пак Ён Сок
Пак Ён Сок (кор. 박영석; 2 ноября 1963 — предположительно октябрь 2011) — южнокорейский альпинист, ставший восьмым человеком в истории и первым корейцем, покорившим Семь вершин, Корону Земли (14 восьмитысячников в Гималаях и Каракоруме) и оба полюса (Северного полюса достиг 30 апреля 2005 года), попавший в Книгу рекордов Гиннесса как добившийся такого результата в наиболее короткий срок.
Пропал без вести с двумя другими альпинистами во время восхождения на южную стену Аннапурны. В последний раз контакт с его командой состоялся 18 октября 2011 года, когда они находились на высоте около 6400 м над уровнем моря и спускались со стены в условиях плохой погоды. Найти или спасти кого-либо из команды (она состояла из трёх человек) не удалось, несмотря на две поисковых экспедиции. Поисковые действия были завершены 28 октября. Предполагается, что он погиб под лавиной на высоте 5600-5700 м.